# Mary Richmond
Mary Ellen Richmond (ur. 5 sierpnia 1861 w Belleville, Illinois, zm. 12 września 1928 w Nowym Jorku) – amerykańska pracownik socjalna, organizatorka społeczności, jedna z prekursorek naukowej pracy socjalnej, autorka fundamentalnego dla tej dziedziny wiedzy dzieła Diagnoza społeczna. Stworzyła podstawy dla rozwoju metodologii naukowej profesjonalnej pracy socjalnej. Szukała przyczyn ubóstwa i wykluczenia społecznego w interakcji między jednostką ludzką a jej otoczeniem.

## Życiorys
Była córką kowala powozowego Henry'ego Richmonda i Lavinii z domu Harris. Po śmierci rodziców (w młodości) została wychowana w duchu liberalnym przez babcię ze strony matki (radykalną sufrażystkę) i dwie ciotki w Baltimore (Maryland). Ukończyła liceum w wieku szesnastu lat i pojechała z jedną ze swoich ciotek do Nowego Jorku, gdzie podjęła pracę w wydawnictwie, wykonując różne funkcje biurowe, często pracując dwanaście godzin na dobę. Jej ciotka wkrótce zachorowała i wróciła do Baltimore, pozostawiając Mary swojemu losowi w wieku siedemnastu lat. Po dwóch latach spędzonych w Nowym Jorku wróciła do Baltimore i przez kilka lat pracowała jako księgowa. W tym czasie związała się z kościołem unitarnym i rozwinęła swoje umiejętności społeczne. 
Od 1889 pracowała w Baltimore Charity Organization Society (COS), jednej z pierwszych na świecie organizacji świadczących profesjonalną pomoc społeczną. Stopniowo jej umiejętności propagowania misji i celu organizacji oraz skuteczność w zbiórkach finansów na działalność doprowadziły do tego, że została mianowana pierwszą kobietą sekretarzem generalnym COS. W 1897 na Narodowej Konferencji Dobroczynności wyraziła swoje credo i wezwała do szkolenia profesjonalnych kadr pracy socjalnej.
Kilka lat po tym przemówieniu przyjęła stanowisko kierownicze w Filadelfijskim Towarzystwie Organizowania Dobroczynności. Następnie w 1909 przeprowadziła się do Nowego Jorku, by w 1909 zostać dyrektorem Departamentu Organizacyjnego Dobroczynności Fundacji Russell Sage. Dzięki wsparciu fundacji pomagała w tworzeniu sieci profesjonalnych pracowników socjalnych i doskonaleniu metod ich pracy. Zaczęła również publikować prace naukowe na podstawie prowadzonych badań. Jej pomysły dotyczące pracy socjalnej opierały się na teorii społecznej, a nie wyłącznie na perspektywie psychologicznej. Uważała, że problemy społeczne rodziny lub jednostki należy rozpatrywać, najpierw patrząc na osobę lub rodzinę, a następnie uwzględniając ich najbliższe więzi społeczne, takie jak rodzina, szkoła, kościół i miejsce pracy. Wierzyła też w skupianie się na mocnych stronach osoby lub rodziny, zamiast obwinianiu ich za wady i niedostatki. Wiele uwagi skupiła na dzieciach, rodzinach i pomocy medycznej. Skoncentrowała się na społeczności jako zasobie dla każdej potrzebującej osoby lub rodziny. Jej pomysły dotyczące pracy socjalnej były w tamtych czasach rewolucyjne, ale obecnie są fundamentem naukowej pomocy społecznej. Opisana przez nią metoda indywidualnych przypadków (casework) stanowiła zwieńczenie prac nad nadaniem dobroczynności charakteru działalności naukowej.
W 1921 otrzymała honorowy tytuł magistra w Smith College za ustanowienie naukowych podstaw nowego zawodu.

## Dzieła
- A Study of Nine Hundred and Eighty-five Widows (1913),
- Social Diagnosis (1917),
- What is Social Case Work (1922),
- Child Marriages (1925),
- Marriage and the State (1929)[1].